# Аеродром Париз — Шарл де Гол
Међународни аеродром Шарл де Гол Париз (фр. Aéroport de Paris-Charles-de-Gaulle) је највећа и главна ваздушна лука француске престонице Париза (други по значају је Париз-Орли). Аеродром се налази 23 километара североисточно од града. Аеродром „Шар де Гол” је други по промету путника у целој Европи, а далеко је најпрометнији аеродром Француске - 2018. године овде је превезено преко 72 милиона путника.
Аеродром је отворен 8. марта 1974. године. Аеродром је база за авио-компаније „Ер Франс” и „Жон”, а важно је авио-чвориште за „ИзиЏет”, „Норвиџан Ер Шатл”, „Вуелинг”, „ХЛ Ервејс Франс” и „ХОП!”.
Назван је у част Шарла де Гола (1890-1970), генерала и председника Француске.
Аеродром има три терминала. Други терминал је изграђен за потребе компаније „Ер Франс”, али данас прима и летове других компанија. Трећи терминал опслужује чартер линије и нискотарифне авио-компаније. На аеродрому се налази велики број барова, ресторана и продавница.

## Авио-компаније и дестинације
| Airlines                        | Destinations |
| ------------------------------- | --- |
| Aegean Airlines                 | Athens Seasonal: Heraklion, Thessaloniki |
| Aer Lingus                      | Dublin, Shannon |
| Aeroméxico                      | Mexico City |
| Air Algérie                     | Algiers, Annaba, Béjaïa, Biskra, Chlef, Constantine, Oran Seasonal: El Oued, Tlemcen |
| Air Arabia                      | Fès, Rabat, Tangier, Tétouan |
| Air Austral                     | Saint-Denis de la Réunion Seasonal: Dzaoudzi |
| airBaltic                       | Riga, Tallinn, Vilnius |
| Air Cairo                       | Seasonal: Luxor |
| Aircalin                        | Bangkok–Suvarnabhumi, Nouméa |
| Air Canada                      | Montréal–Trudeau, Toronto–Pearson |
| Air China                       | Beijing–Capital |
| Air France                      | Abidjan, Abuja, Algiers, Amsterdam, Antananarivo, Athens, Atlanta, Bamako, Bangkok–Suvarnabhumi, Bangui, Barcelona, Basel/Mulhouse, Beijing–Capital, Beirut, Bengaluru, Bergen, Berlin, Biarritz, Bilbao, Billund, Birmingham, Bogotá, Bologna, Bordeaux, Boston, Brazzaville, Brest, Bucharest–Otopeni, Budapest, Buenos Aires–Ezeiza, Cairo, Calvi, Cancún, Casablanca, Cayenne, Chicago–O'Hare, Clermont-Ferrand, Conakry, Copenhagen, Cotonou, Dakar–Diass, Dallas/Fort Worth, Delhi, Denver, Detroit, Djibouti, Douala, Dubai–International, Dublin, Düsseldorf, Edinburgh, Florence, Fortaleza, Fort-de-France, Frankfurt, Geneva, Gothenburg, Hamburg, Hannover, Havana, Helsinki, Ho Chi Minh City, Hong Kong, Houston–Intercontinental, Istanbul, Johannesburg–O. R. Tambo, Kilimanjaro, Kinshasa–N'djili, Kraków, Lagos, Libreville, Lima, Lisbon, Ljubljana, Lomé, London–Heathrow, Los Angeles, Luanda, Lyon, Madrid, Malabo, Málaga, Manchester, Manila, Marrakesh, Marseille, Mauritius, Mexico City, Miami, Milan–Linate, Milan–Malpensa, Mykonos, Montpellier, Montréal–Trudeau, Mumbai, Munich, Nairobi–Jomo Kenyatta, Nantes, Naples, N'Djamena, Newark, Newcastle upon Tyne, New York–JFK, Niamey, Nice, Nouakchott, Nuremberg, Oran, Orlando (resumes 21 May 2025), Osaka–Kansai, Oslo, Ottawa, Ouagadougou, Panama City–Tocumen, Papeete, Pau, Phoenix–Sky Harbor, Pointe-à-Pitre, Pointe-Noire, Porto, Prague, Rabat, Raleigh/Durham, Rennes, Rio de Janeiro–Galeão, Rome–Fiumicino, Saint-Denis de la Réunion, Salvador da Bahia, San Francisco, San José (CR), Santiago de Chile, São Paulo–Guarulhos, Seattle/Tacoma, Seoul–Incheon, Seville, Shanghai–Pudong, Singapore, Sint Maarten, Stockholm–Arlanda, Stuttgart, Tbilisi, Tel Aviv, Tenerife–South, Tokyo–Haneda, Toronto–Pearson, Toulouse, Tromsø, Tunis, Turin, Valencia, Vancouver, Venice, Vienna, Warsaw–Chopin, Washington–Dulles, Yaoundé, Yerevan, Zagreb, Zanzibar, Zürich Seasonal: Bari, Cagliari, Cape Town, Catania, Corfu, Cork, Djerba, Dubrovnik, Faro, Figari, Gran Canaria, Harstad/Narvik, Heraklion, Ibiza, Kalamata, Kiruna, Kittilä, Malé, Malta, Minneapolis/St. Paul, Olbia, Palermo, Palma de Mallorca, Québec City, Rhodes, Rovaniemi, Salzburg, Santorini, Sofia, Split, Tirana, Verona |
| Air India                       | Delhi |
| Air Mauritius                   | Mauritius |
| Air Montenegro                  | Podgorica |
| Air Nostrum                     | Seasonal charter: Palma de Mallorca |
| Air Saint-Pierre                | Seasonal: Saint-Pierre |
| Air Senegal                     | Dakar–Diass |
| Air Serbia                      | Belgrade |
| Air Tahiti Nui                  | Los Angeles, Papeete |
| Air Transat                     | Montréal–Trudeau, Québec City Seasonal: Toronto–Pearson |
| AJet                            | Ankara, Istanbul–Sabiha Gökçen |
| All Nippon Airways              | Tokyo–Haneda |
| American Airlines               | Dallas/Fort Worth, New York–JFK, Philadelphia Seasonal: Charlotte, Chicago–O'Hare, Miami |
| Animawings                      | Bucharest–Otopeni (begins 2 March 2025) |
| Arkia                           | Tel Aviv |
| Asiana Airlines                 | Seoul–Incheon |
| ASL Airlines France             | Algiers, Pau, Tel Aviv Seasonal: Calvi, Chlef, Djerba, Oujda, Pristina (begins 3 July 2025) |
| Atlantic Airways                | Seasonal: Vágar |
| Aurigny                         | Guernsey |
| Austrian Airlines               | Vienna |
| Avianca                         | Bogotá |
| Azerbaijan Airlines             | Baku |
| Azores Airlines                 | Seasonal: Ponta Delgada |
| British Airways                 | London–Heathrow |
| Brussels Airlines               | Brussels |
| Bulgaria Air                    | Sofia Seasonal: Varna |
| Cabo Verde Airlines             | Praia, Sal, São Vicente |
| Cathay Pacific                  | Hong Kong |
| China Eastern Airlines          | Shanghai–Pudong |
| China Southern Airlines         | Guangzhou |
| Condor                          | Frankfurt (begins 1 May 2025) |
| Corendon Airlines               | Seasonal: Antalya, Izmir |
| Croatia Airlines                | Zagreb Seasonal: Dubrovnik, Split |
| Cyprus Airways                  | Seasonal: Larnaca |
| Delta Air Lines                 | Atlanta, Boston, Cincinnati, Detroit, Los Angeles, Minneapolis/St. Paul, New York–JFK, Salt Lake City, Seattle/Tacoma |
| easyJet                         | Agadir, Barcelona, Belfast–International, Bergamo, Berlin, Biarritz, Birmingham, Bristol, Budapest, Catania, Copenhagen, Edinburgh, Faro, Fuerteventura, Funchal, Glasgow, Hurghada, Kraków, Lanzarote, Leeds/Bradford, Lisbon, Liverpool, London–Gatwick, London–Luton, London–Southend, Madrid, Málaga, Manchester, Marrakesh, Milan–Linate, Milan–Malpensa, Newcastle upon Tyne, Nice, Oslo, Palermo, Pisa, Rabat, Venice Seasonal: Ajaccio, Bari, Bastia, Calvi, Corfu, Figari, Heraklion, Ibiza, Kittilä, Larnaca, Menorca, Mykonos, Naples, Olbia, Palma de Mallorca, Pula, Sharm El Sheikh, Split, Tenerife–South, Tromsø |
| Egyptair                        | Cairo Seasonal: Luxor |
| El Al                           | Tel Aviv |
| Emirates                        | Dubai–International |
| Ethiopian Airlines              | Addis Ababa |
| Etihad Airways                  | Abu Dhabi |
| Eurowings                       | Hamburg |
| EVA Air                         | Taipei–Taoyuan |
| Finnair                         | Helsinki |
| FlyOne                          | Seasonal: Chișinău |
| FlyOne Armenia                  | Seasonal: Yerevan |
| FLYYO                           | Seasonal charter: Tel Aviv |
| Georgian Airways                | Tbilisi |
| GP Aviation                     | Pristina (begins 4 April 2025) |
| Gulf Air                        | Bahrain |
| Hainan Airlines                 | Chongqing, Shenzhen, Xi'an |
| HiSky                           | Bucharest–Otopeni |
| Iberia Express                  | Madrid |
| Icelandair                      | Reykjavík–Keflavík |
| Iran Airtour                    | Tehran–Imam Khomeini |
| ITA Airways                     | Milan–Linate, Rome–Fiumicino |
| Japan Airlines                  | Tokyo–Haneda |
| Jet2.com                        | Leeds/Bradford |
| JetBlue                         | Boston, New York–JFK |
| Kenya Airways                   | Nairobi–Jomo Kenyatta |
| KLM                             | Amsterdam |
| KM Malta Airlines               | Malta |
| Korean Air                      | Seoul–Incheon |
| Kuwait Airways                  | Kuwait City |
| LATAM Brasil                    | São Paulo–Guarulhos |
| LOT Polish Airlines             | Warsaw–Chopin |
| Lufthansa                       | Frankfurt, Munich |
| Luxair                          | Luxembourg |
| Malaysia Airlines               | Kuala Lumpur–International (resumes 22 March 2025) |
| Middle East Airlines            | Beirut |
| Norse Atlantic Airways          | New York–JFK Seasonal: Los Angeles |
| Norwegian Air Shuttle           | Copenhagen, Oslo, Stockholm–Arlanda Seasonal: Bergen, Stavanger, Tromsø |
| Nouvelair                       | Monastir Seasonal: Sfax |
| Oman Air                        | Muscat |
| Pakistan International Airlines | Islamabad |
| Pegasus Airlines                | Ankara, Istanbul–Sabiha Gökçen |
| Play                            | Reykjavík–Keflavík |
| Qantas                          | Perth, Sydney |
| Qatar Airways                   | Doha |
| Royal Air Maroc                 | Casablanca, Marrakesh Seasonal: Oujda |
| Royal Jordanian                 | Amman–Queen Alia |
| RwandAir                        | Kigali |
| Saudia                          | Jeddah, Riyadh Seasonal: Medina |
| Scandinavian Airlines           | Copenhagen, Oslo, Stockholm–Arlanda |
| Singapore Airlines              | Singapore |
| Sky Express                     | Athens Seasonal: Heraklion, Rhodes |
| Smartwings                      | Prague |
| SriLankan Airlines              | Colombo–Bandaranaike |
| SunExpress                      | Ankara, Antalya, Izmir Seasonal: Bodrum |
| Swiss International Air Lines   | Zürich |
| TAROM                           | Bucharest–Otopeni |
| Thai Airways International      | Bangkok–Suvarnabhumi |
| Tunisair                        | Djerba, Monastir, Tozeur |
| Turkish Airlines                | Istanbul |
| Tus Airways                     | Seasonal: Larnaca |
| T'way Air                       | Seoul–Incheon |
| United Airlines                 | Chicago–O'Hare, Newark, San Francisco, Washington–Dulles |
| Uzbekistan Airways              | Tashkent, Urgench |
| Vietnam Airlines                | Hanoi, Ho Chi Minh City |
| Vueling                         | Alicante, Barcelona, Gran Canaria, Santiago de Compostela, Seville |
| WestJet                         | Calgary Seasonal: Halifax (resumes 16 May 2025), St. John's (begins 18 May 2025) |
| World2Fly                       | Seasonal: Madrid-Barajas (begins 8 February 2025) |
| XiamenAir                       | Xiamen |

## статистика
Погледајте необрађени захтев + реф. на Wikidata.